# Doorgaand rijtuig

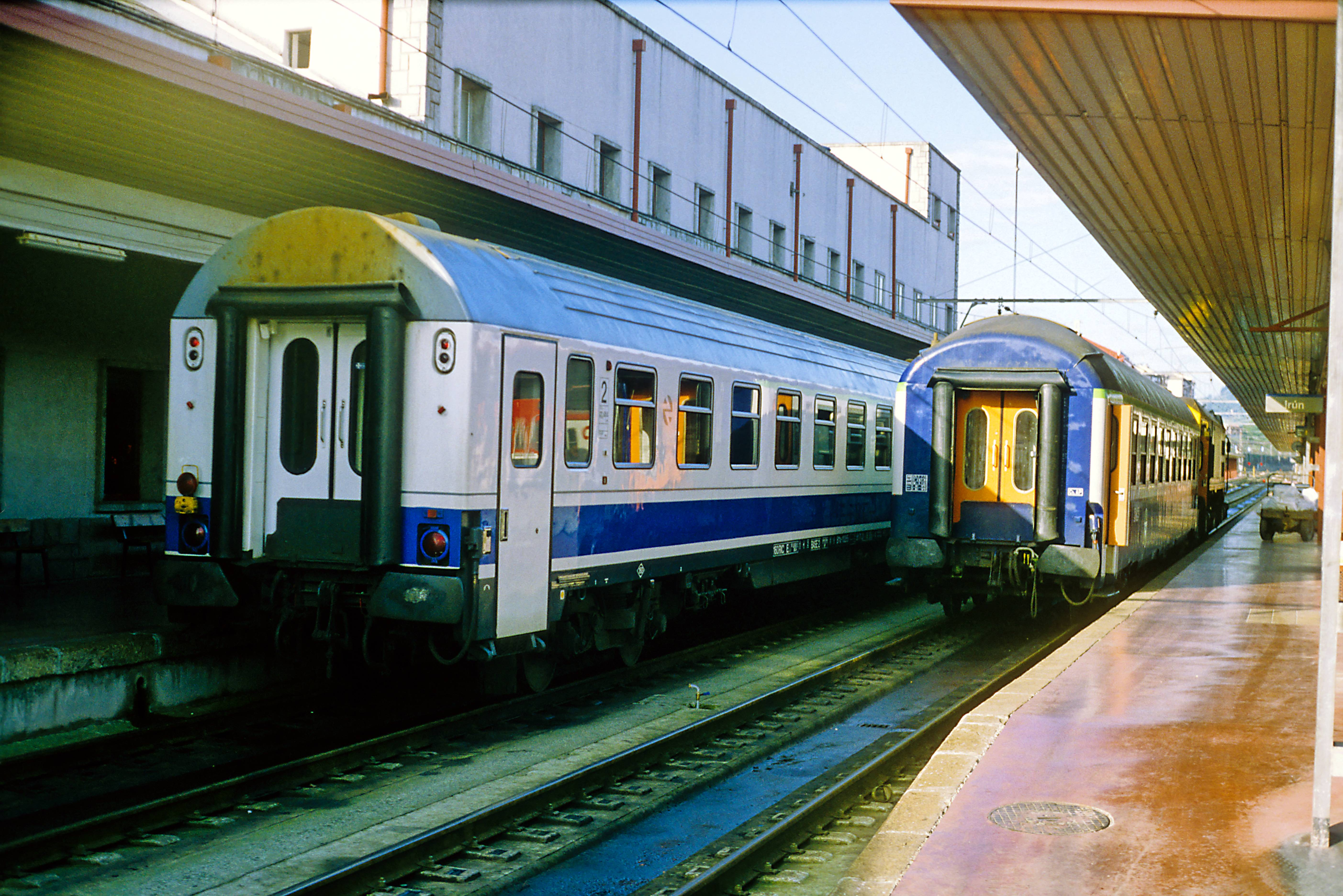
Een doorgaand rijtuig Parijs–Algeciras (rechts) wordt gerangeerd aan de Frans-Spaanse grens, 1993

Een doorgaand rijtuig of koerswagen is een passagiersrijtuig dat tijdens zijn reis naar zijn eindbestemming één of meerdere malen van trein wisselt. Het rijtuig wordt afgekoppeld op een tussenstation of op het eindpunt van de trein, en  wordt vervolgens aan een andere trein gekoppeld. 
Reizigers hoeven niet over te stappen omdat het rijtuig op een tussenstation van de ene naar de andere trein wordt omgerangeerd. Vooral als dat overstappen (met veel bagage) midden in de nacht zou moeten gebeuren is dit comfortabel. Koersrijtuigen kwamen vooral voor in (internationale) langeafstandstreinen. Het werd ook gebruikt op trajecten waar onvoldoende passagiersaanbod was voor een complete trein.
Doorgaande rijtuigen zijn vrijwel verdwenen, omdat het rangeerwerk onderweg arbeidsintensief  – afkoppelen, rangeren en weer aankoppelen van het rijtuig, gevolgd door een remproef – en dus duur is. Bovendien zijn er minder reizigers dan voorheen die voor een lange treinreis kiezen, het vliegtuig heeft vaak de voorkeur. In een land als Duitsland vindt men doorgaande rijtuigen vooral in de verbindingen naar Oost-Europa, in het regionale verkeer naar bijvoorbeeld Noordzee-eilanden zoals Föhr en Amrum, en in enkele nachttreinen naar vakantielanden zoals Frankrijk, Spanje en Italië. In de landen die vroeger deel van de Sovjet-Unie waren, worden naar verhouding meer doorgaande rijtuigen gebruikt. Door de veelal grote afstanden en navenant lange reistijden speelt de voor het rangeren benodigde extra-tijd een relatief geringere rol. 
Ook bij (regionale) trams werden wel doorgaande rijtuigen gebruikt, zoals onder meer op de vroegere lijn Amersfoort - Arnhem.
Op veel trajecten zijn de doorgaande rijtuigen vervangen door zogenaamde vleugeltreinen. Deze moderne variant is het combineren en splitsen van een trein die uit treinstellen bestaat. Hierdoor kan een trein meerdere begin- en/of eindstations hebben. Treinstellen zijn hiertoe voorzien van een automatische koppeling.

## Goederenverkeer
Bij goederentreinen is het van trein naar trein overzetten van wagons tegenwoordig de standaardprocedure. Toen er nog veel stukgoed werd vervoerd, werden goederen vaak overgeladen van de ene trein of tram op de andere, een tamelijk arbeidsintensief proces. Waar dat mogelijk was en het aanbod van lading voldoende groot was, maakte men gebruik van "doorgaande wagens" (meestal "koerswagens" genoemd), die in hun geheel van een station naar een ander station werden vervoerd, met verschillende treinen maar zonder de goederen onderweg te hoeven verladen.
Goederentreinen die in hun geheel van begin- naar eindpunt rijden – zogenaamde gesloten treinen of bloktreinen – zijn uitzonderingen. Voorbeelden in Nederland zijn de zogenaamde "hoogoventreinen", die regelmatig kalk vanuit de Belgische Ardennen naar de staalfabrieken in IJmuiden brengen. Deze treinen kunnen, afhankelijk van het overige verkeersaanbod, over verschillende routes van begin- naar eindpunt worden geleid.

## Voorbeelden
Voorbeelden van doorgaande rijtuigen worden genoemd in onder (veel) meer de volgende artikelen:
- Berninabahn
- Spoorlijn Kesteren - Amersfoort
- Moskou Expres
- Night Ferry
- Tramlijn Amersfoort - Arnhem